# Tempesta del 18 agosto 2022 in Europa
Tra il 17 e il 18 agosto 2022 una tempesta originatosi sul Mare delle Baleari ha attraversato la Corsica, l'Italia, la Slovenia, la Repubblica Ceca e l'Austria, causando in totale 12 morti e 106 feriti dovuti in gran parte ai danni causati dal vento particolarmente forte.

## Cronologia degli eventi nei vari paesi
Intorno alle 21:00 UTC del 17 agosto si originano varie tempeste sul Mare delle Baleari, formando un sistema convettivo a mesoscala: una di queste si trasformò in supercella spostandosi lentamente verso est e acquistando potenza a causa dell'alto CAPE (quantità di energia convettiva) presente nel Mediterraneo e dovuto alla calda estate del 2022, fino a raggiungere la Corsica.

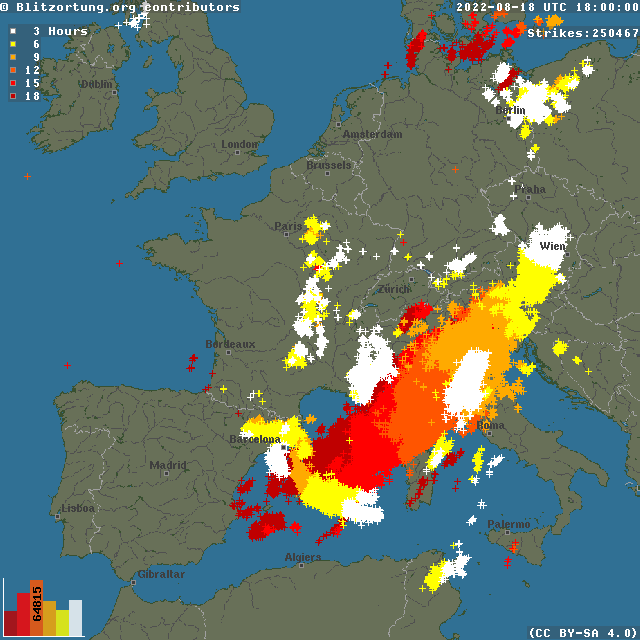
Mappa delle fulminazioni che mostrano il percorso della tempesta (dal rosso scuro al bianco) dalle 00 alle 18 UTC del 18 agosto 2022.

### Corsica
La tempesta raggiunge la Corsica alle 06:30 UTC del 18 agosto, dove raggiunge raffiche di vento fino a 62,2 m/s (circa 224 km/h) in una stazione collinare, e sui 50 m/s (180 km/h) sul resto dell'isola. Qui si registrano 5 morti e 10 feriti.

### Italia
Intorno alle 08:00 UTC il sistema raggiunge le regioni Liguria e Toscana dove si registrano venti fino a 38 m/s (circa 137 km/h) in aggiunta a un violento downburst, che causa 2 morti e 45 feriti. Con il superamento dell'Appennino Tosco-Emiliano la tempesta inizia ad indebolirsi.
Nelle regioni Emilia-Romagna e Veneto le raffiche hanno raggiunto lo stesso valore e 9 persone sono rimaste ferite.
Inoltre, altri 2 feriti si sono registrati al confine con la Slovenia.

### Austria
Nelle regioni Stiria e Carinzia le raffiche ventose hanno raggiunto i 38,6 m/s (circa 139 km/h), le quali hanno causato 5 morti e 13 feriti.
Intorno alle 16:00 UTC circa la tempesta comincia a decadere sull'Austria settentrionale, sebbene sia riuscita a produrre raffiche di elevata intensità anche sulla parte meridionale della Repubblica Ceca.